# تاراس شلستیوک
تاراس شلستیوک (اوکراینی: Тарас Олександрович Шелестюк؛ زادهٔ ۳۰ نوامبر ۱۹۸۵) بوکسور اهل اوکراین است.